# Улица Ленина (Луганск)
У́лица Ле́нина (укр. вулиця Леніна) — улица Луганска, расположенная в Ленинском районе города.
Раньше называлась Петербургская, потом Петроградская.
До 1960 года — торговый центр города.

## История
В XIX веке на улице строились двухэтажные дома.
На первых этажах новопостроенных домов размещались здания: газета «Уездные вести», уездный воинский начальник, магазины, гостиницы, рестораны и так далее.
На Петербургский улице находилось ателье фотографа Льва Матусовского, приехавшего из Воронежской губернии. Его сын Михаил Матусовский потом стал советским поэтом.

## Описание
Улица берёт начало у Станкостроительного завода имени В. Ленина, после чего огибает исторический центр города. Половина улица проходит через частный сектор.
На улице располагаются: Литейно-механический завод, Луганская областная филармония, Птичий рынок, магазины и рестораны, кафе.

## Галерея
- Здание гостиницы «Гостиный двор»
- Улица Ленина, дом 26
- Отель «Россия» в 1914 году
- Петроградская улица, дом 2 в 1914 году